# Flos (geslacht)
Flos is een geslacht van vlinders uit de familie van de Lycaenidae. De wetenschappelijke naam van de soort is voor het eerst geldig gepubliceerd in 1889 door William Doherty. Hij duidde Flos apidanus, door Pieter Cramer in 1779 beschreven, aan als de typesoort. Zelf beschreef hij de nieuwe soort Flos artegal uit Tenasserim.
Deze vlinders komen voor in het Oriëntaals gebied.

## Soorten
- Flos adriana
- Flos ahamus
- Flos anniella
- Flos apidanus
- Flos arca
- Flos areste
- Flos artegal
- Flos asoka
- Flos bungo
- Flos chinensis
- Flos diardi
- Flos fulgida
- Flos iriya
- Flos kuehni
- Flos morphina
- Flos setsuroi